# Démocratie non partisane
La démocratie non partisane est un régime politique représentatif comportant des élections universelles et périodiques qui ont lieu sans référence à un parti politique.
Dans de nombreux pays, le chef de l'État est non partisan, même si le Premier ministre et le Parlement sont choisis lors d'élections partisanes. On s’attend à ce que ces chefs d'État restent neutres en ce qui concerne les orientations politiques. Dans un certain nombre de pays parlementaires ou semi-présidentiels,  les chefs d'État sont en principe non partisans ou reçoivent le soutien de tous les partis, lui permettant d'exercer un rôle d'arbitre.
Dans les élections non partisanes, les candidats sont élus en fonction de leurs propres mérites et non en tant que membre d'un parti politique. Aucune affiliation politique (s'il en existe) n’est affichée sur le bulletin de vote à côté du candidat. En général, le vainqueur est choisi à partir d'une élection de second tour où les candidats sont les deux premiers d'une élection primaire. Dans certaines élections, les candidats peuvent être membres d'un parti national, mais ne pas se présenter à ce titre pour un mandat local.
Les systèmes non partisans peuvent être de jure, ce qui signifie que les partis politiques sont soit totalement interdits, soit légalement empêchés de participer aux élections à certains niveaux de gouvernement, ou de facto si de telles lois n'existent pas et pourtant il n'y a pas de partis politiques. 
Au niveau national, les systèmes non partisans de facto représentent pour la plupart de très petites populations, comme à Niue, aux Tuvalu et aux Palaos.
Plusieurs États du Golfe Persique sont de jure non partisans, notamment Oman et le Koweït; les assemblées législatives de ces gouvernements n'ont généralement qu'une capacité consultative, car elles peuvent commenter les lois proposées par le pouvoir exécutif mais sont incapables de créer elles-mêmes des lois. Les gouvernements nationaux non partisans de jure ressemblent parfois à des États à parti unique, mais les gouvernements de ce dernier type reconnaissent explicitement un seul parti politique dont tous les fonctionnaires doivent être membres.
À moins de restrictions légales sur les partis politiques , les factions au sein de gouvernements non partisans peuvent évoluer en partis politiques. La France et les États-Unis d'Amérique n'avaient pas initialement de partis politiques, mais ceux-ci sont apparus en France en 1901, sous la IIIe République et aux États-Unis en 1830.
L'économiste politique italien Giuseppe Toniolo avait préconisé l'usage du système corporatif pour permettre une démocratie apartisane au début du XXe siècle, avec un parlement composé de trois corporations, dont les membres seraient élus respectivement par les syndicats, les associations de propriétaires fonciers et les employeurs.

## Régime représentatif politique non partisan

### Désignation non partisane

#### Élections non partisanes
Dans les élections tenues dans le cadre de ce système, les candidats au même poste se font concurrence en démontrant leurs capacités et leurs mérites personnels et non en tant que membres d'un groupe. Le nom d'aucun parti politique n'est inscrit sur les bulletins de vote. Généralement, le vainqueur est choisi après un second tour électoral. 
Les élections non partisanes peuvent être des élections indirectes ou directes.  Le système électoral indirect non partisan peut fonctionner avec un scrutin majoritaire uninominal à un tour mais est incompatible avec les systèmes de représentation proportionnelle (partisane) autres que le vote unique transférable ou les systèmes de vote par valeurs pondéré ou systèmes semi-proportionnels tels que le vote cumulatif et le vote unique non transférable.
Des élections non partisanes sont généralement courantes dans certains États des États-Unis pour l'élection des juges et de l'élection de certaines administrations municipales. Dans certaines élections non partisanes, il est de notoriété publique quels candidats sont membres et soutenus par quels partis; dans d'autres, les partis ne sont presque pas du tout impliqués et les électeurs font des choix sans égard, voire pas du tout, aux considérations partisanes.
Alors que les démocraties non partisanes peuvent permettre une large sélection de candidats (en particulier dans un système de non-nomination où les électeurs peuvent choisir n'importe quelle personne sans restriction dans leur région), ces systèmes ne sont pas incompatibles avec les élections indirectes (comme pour les grandes zones géographiques), dans lequel des délégués peuvent être choisis qui élisent à leur tour les représentants.

#### Nominations non partisanes
Même si le chef du gouvernement et/ou le Parlement (ou une des chambres du Parlement) sont partisans, les nominations des membres du cabinet gouvernemental, des juges d'une cour suprême ou des directeurs d'agences gouvernementales peuvent être non partisanes. L'intention de nommer des représentants du gouvernement d'une manière non partisane est de s'assurer que les agents peuvent s'acquitter de leurs fonctions sans aucune politique partisane et sont choisis d'une manière équitable qui n'affecte pas négativement un parti politique. Douze États américains utilisent le Plan Missouri, et deux utilisent une variante de celui-ci pour choisir les juges de manière non partisane. Plusieurs pays dotés de parlements partisans utilisent des nominations non partisanes pour choisir les présidents.

### Assemblées

#### Parlements
Dans les chambres parlementaires non partisanes, il n'y a généralement pas d'alignement formel des partis au sein de la chambre; même s'il y a des caucus pour des questions spécifiques. Les alliances et les causes avec un organe non partisan sont souvent temporaires et fluides car les parlementaires qui s'opposent sur certaines questions peuvent s'entendre sur d'autres questions. Bien qu'ils soient non partisans, les parlementaires ont généralement des modes de vote cohérents et identifiables. Les décisions d'enquêter et de faire appliquer les violations d'éthique par des représentants du gouvernement sont généralement prises sur la base de preuves plutôt que sur l'appartenance à un parti. Les présidents de commission parlementaire et les autres dirigeants d'une chambre parlementaire sont souvent choisis en fonction de leur ancienneté et de leur expertise, contrairement aux dirigeants d'une chambre parlementaire partisane qui sont souvent choisis en raison de leur loyauté envers un parti.
L'État du Nebraska aux États-Unis a des élections non partisanes pour sa législature parce que les candidats ne sont ni approuvés, ni pris en charge par des partis politiques. Cependant, son pouvoir exécutif est élu sur une base partisane. C'est le seul État des États-Unis avec une législature non partisane.
La Louisiane utilise une couverture primaire non partisane, également appelée «jungle primary» (primaire de la jungle), pour les bureaux nationaux et locaux. Dans ce système, tous les candidats se présentent l'un contre l'autre indépendamment de l'appartenance à un parti pendant la primaire, puis les deux candidats les plus populaires se font concurrence même s'ils sont membres du même parti. Cette forme de second tour des élections affaiblit les partis politiques et transforme une élection partisane en une élection partiellement non partisane.
En Indonésie, tous les membres du Conseil représentatif des régions, la chambre haute de l'Assemblée délibérative du peuple, ne peuvent appartenir à aucun parti politique.

#### Municipalités
Le village de Scarsdale, dans l'État de New York, sélectionne son conseil d'administration  selon un système non partisan qui remonte à l'année 1911. Les candidats à un poste sont auditionnés en privé par un comité diversement composé et sont ensuite désignés pour le poste. La loi de l'État de New York exige que ces candidats soient démocratiquement élus, mais les candidats désignés sont rarement contestés lors des élections générales. Le système non partisan de Scarsdale encourage une gouvernance coopérative, délibérative et ouverte pour attirer des personnes hautement qualifiées dans la fonction publique. La devise coordinatrice du Parti non partisan des citoyens de Scarsdale est «Performance, Not Politics» («La performance, pas la politique» en français).

## Désignation de représentants religieux
Dans le bahaïsme, le système partisan est considéré comme un aspect non nécessaire et non bénéfique de la démocratie.
Les baha’is croient que l'autorité effective d'un peuple démocratique doit gagner la confiance, le respect et le soutien sincère de ceux dont ils aspirent à gouverner les actions ; de consulter, ouvertement et le plus complètement possible, ceux dont les intérêts sont influencés par les décisions à prendre ; de s'assurer objectivement de la réalité des besoins et des aspirations des communautés qu'ils servent ; de tirer bénéfice des progrès moraux et scientifiques pour utiliser au mieux les ressources de la communauté, y compris l'énergie de ses membres dans l'objectif d'établir et de maintenir l'unité entre les membres de la société et les membres des institutions administratives. Or, selon eux, les différents partis politiques ont abusivement revêtus leur idéologie du nom de la démocratie alors qu'ils sont devenus coupables de l'apathie, la corruption et du cynisme dans la société. 
Les baha'is remettent aussi en cause les campagnes électorales. C'est pour cela que les élections bahá'íes qui représente le pilier élu de son administration, qui se déroulent dans le monde entier, sont sans campagnes électorales. 
Les institutions électorales bahá'íes sont fondées sur trois valeurs fondamentales : le respect de la dignité inhérente de chaque personne, l'unité et la solidarité des personnes sur une base collective, et la justice et l'équité des institutions. 
Contrairement à la philosophie politique libérale qui interprète le respect de la dignité exclusivement en termes d'égalité et de liberté, le modèle bahá'í interprète la dignité comme exigeant le respect de l'égalité, de la liberté et de la noblesse de chaque personne.